# Клих, Матеуш
Мате́уш Клих (пол. Mateusz Klich; род. 13 июня 1990, Тарнув) — польский футболист, полузащитник американского клуба «Атланта Юнайтед» и сборной Польши.

## Карьера
Клих дебютировал за «Краковию» в Экстраклассе в ноябре 2008 года. В сезоне 2009/10 начал регулярно попадать в основной состав «Краковии». Признан самым ценным игроком в истории ФК «Краковия».
14 июня 2011 года Матеуш подписал 3-летний контракт с «Вольфсбургом». Сумма трансфера составила 1,5 млн евро.
В январе 2013 года Клих отправился в аренду в ПЕК Зволле. Летом 2013 года нидерландский клуб выкупил права на футболиста.
19 июня 2014 года Клих вернулся в «Вольфсбург».
9 января 2015 года Клих перешёл в «Кайзерслаутерн».
26 августа 2016 года Клих перешёл в «Твенте», подписав трёхлетний контракт.
23 июня 2017 года перешёл в английский «Лидс Юнайтед», подписав трёхлетний контракт.
22 января 2018 года Клих отправился в аренду в «Утрехт» до конца сезона.
9 ноября 2019 года Клих подписал с «Лидс Юнайтед» новый 4,5-летний контракт.
12 января 2023 года Клих перешёл в клуб MLS «Ди Си Юнайтед», в качестве назначенного игрока подписав двухлетний контракт до конца сезона 2024 с опцией продления на сезон 2025. Свой дебют в североамериканской лиге, 25 февраля в матче стартового тура сезона 2023 против «Торонто», отметил голом.

## Международная карьера
Клих дебютировал в составе сборной Польши 5 июня 2011 года в товарищеском матче против сборной Аргентины. Польша выиграла 2:1.

## Достижения
ПЕК Зволле
- Обладатель Кубка Нидерландов: 2013/14

«Лидс Юнайтед»
- Победитель Чемпионшипа: 2019/20